# Cornwall (Vermont)
Cornwall város az USA Vermont államában, Addison megyében. Lakosainak száma 1207 fő (2020. április 1.).

## Népesség
A település népességének változása:
| Lakosok száma | 826  | 1120 | 1163 | 969  | 927  | 782  | 670  | 900  | 1101 | 1207 |
|               | 1790 | 1820 | 1840 | 1870 | 1890 | 1920 | 1940 | 1970 | 1990 | 2020 |